# Winter World University Games 2025/Teilnehmer (Kroatien)
| Gelbes Symbol für Goldmedaillen mit stilisierten Olympischen Ringen | Graues Symbol für Silbermedaillen mit stilisierten Olympischen Ringen | Braundes Symbol für Bronzemedaillen mit stilisierten Olympischen Ringen |
| ------------------------------------------------------------------- | --------------------------------------------------------------------- | ----------------------------------------------------------------------- |
| —                                                                   | —                                                                     | 1                                                                       |

Kroatien nahm mit 6 Athleten (3 je Geschlecht) an den Winter World University Games 2025 in Turin teil.

## Medaillen

### Medaillenspiegel
| Rang   | Sportart       | Gold | Silber | Bronze | Gesamt |
| ------ | -------------- | ---- | ------ | ------ | ------ |
| 1      | Para Ski Alpin | —    | —      | 1      | 1      |
| Gesamt | Gesamt         | 0    | 0      | 1      | 1      |

### Medaillengewinner
| Name/n       | Sportart       | Wettkampf                   |
| ------------ | -------------- | --------------------------- |
| Bronze       |                |                             |
| Karla Kordić | Para Ski Alpin | Riesenslalom (Sehbehindert) |

## Teilnehmer nach Sportarten

### Eiskunstlauf
| Athleten        | Wettbewerbe | Kurzprogramm/ Rhythmustanz | Kurzprogramm/ Rhythmustanz | Kür    | Kür  | Gesamt | Gesamt |
| Athleten        | Wettbewerbe | Punkte                     | Rang                       | Punkte | Rang | Punkte | Rang   |
| --------------- | ----------- | -------------------------- | -------------------------- | ------ | ---- | ------ | ------ |
| Frauen          |             |                            |                            |        |      |        |        |
| Hana Cvijanović | Einzel      | 40,32                      | 23                         | 68,41  | 23   | 108,73 | 23     |

### Para Ski Alpin
| Athleten     | Wettbewerbe                 | Zeit        | Rang   |
| ------------ | --------------------------- | ----------- | ------ |
| Frauen       |                             |             |        |
| Karla Kordić | Riesenslalom (Sehbehindert) | 2:00,07 min | Bronze |

### Shorttrack
| Athleten        | Wettbewerbe | Qualifikation | Qualifikation | Vorlauf       | Vorlauf       | Viertelfinale | Viertelfinale | Halbfinale    | Halbfinale    | Finale        | Finale        | Rang |
| Athleten        | Wettbewerbe | Zeit          | Rang          | Zeit          | Rang          | Zeit          | Rang          | Zeit          | Rang          | Zeit          | Rang          | Rang |
| --------------- | ----------- | ------------- | ------------- | ------------- | ------------- | ------------- | ------------- | ------------- | ------------- | ------------- | ------------- | ---- |
| Frauen          |             |               |               |               |               |               |               |               |               |               |               |      |
| Nika Koprivnjak | 500 m       | —             | —             | 51,287 s      | 5             | ausgeschieden | ausgeschieden | ausgeschieden | ausgeschieden | ausgeschieden | ausgeschieden | 36   |
| Nika Koprivnjak | 1000 m      | —             | —             | 1:49,770 min  | 3             | ausgeschieden | ausgeschieden | ausgeschieden | ausgeschieden | ausgeschieden | ausgeschieden | 25   |
| Männer          |             |               |               |               |               |               |               |               |               |               |               |      |
| Jan Kovačić     | 500 m       | 46,239 s      | 5             | ausgeschieden | ausgeschieden | ausgeschieden | ausgeschieden | ausgeschieden | ausgeschieden | ausgeschieden | ausgeschieden | 42   |
| Jan Kovačić     | 1000 m      | 1:39,417 min  | 5             | ausgeschieden | ausgeschieden | ausgeschieden | ausgeschieden | ausgeschieden | ausgeschieden | ausgeschieden | ausgeschieden | 42   |

### Ski Alpin
| Athleten     | Wettbewerbe | 1. Lauf | 1. Lauf | 2. Lauf | 2. Lauf | Gesamt | Gesamt |
| Athleten     | Wettbewerbe | Zeit    | Rang    | Zeit    | Rang    | Zeit   | Rang   |
| ------------ | ----------- | ------- | ------- | ------- | ------- | ------ | ------ |
| Männer       |             |         |         |         |         |        |        |
| Roko Begović | Slalom      | 43,08 s | 29      | DNF     | DNF     | DNF    | DNF    |

### Skilanglauf
| Athleten      | Wettbewerbe    | Zeit        | Rang |
| ------------- | -------------- | ----------- | ---- |
| Männer        |                |             |      |
| Marko Skender | 10 km Freistil | 27:24,1 min | 71   |

| Athleten      | Wettbewerbe      | Qualifikation | Qualifikation | Viertelfinale | Viertelfinale | Halbfinale    | Halbfinale    | Finale        | Finale        | Rang |
| Athleten      | Wettbewerbe      | Zeit          | Rang          | Zeit          | Rang          | Zeit          | Rang          | Zeit          | Rang          | Rang |
| ------------- | ---------------- | ------------- | ------------- | ------------- | ------------- | ------------- | ------------- | ------------- | ------------- | ---- |
| Männer        |                  |               |               |               |               |               |               |               |               |      |
| Marko Skender | Sprint klassisch | 3:08,48 min   | 19            | 3:07,06 min   | 6             | ausgeschieden | ausgeschieden | ausgeschieden | ausgeschieden | 25   |